# Liste von Internaten in der Schweiz
Die folgende Liste umfasst Internate in der Schweiz.

## Liste
| Name                                     | Bild | Ort                                                      | Gründung                                                                   | Schüler                | Träger                       |
| ---------------------------------------- | ---- | -------------------------------------------------------- | -------------------------------------------------------------------------- | ---------------------- | ---------------------------- |
| Château Mont-Choisi                      |      | Pully, südöstlicher Vorort von Lausanne, im Kanton Waadt | 1885, Schließung: 1995                                                     |                        |                              |
| Ecole d’Humanité                         |      | Hasliberg im Kanton Bern.                                | 1934                                                                       | etwa 120               | privat                       |
| Gymnasium St. Antonius                   |      | Appenzell                                                |                                                                            |                        |                              |
| Hochalpines Institut Ftan                |      | Ftan, Unterengadin, Graubünden                           | 1793                                                                       | etwa 100               | Hochalpines Institut Ftan AG |
| Institut auf dem Rosenberg               |      | St. Gallen                                               | 1889                                                                       | 260                    |                              |
| Institut Montana Zugerberg               |      | Zugerberg nahe der Stadt Zug                             | 1926                                                                       | ~300 (150 im Internat) |                              |
| International School of Schaffhausen     |      | Schaffhausen                                             | 1999                                                                       | etwa 250               |                              |
| Kollegium Brig                           |      | Wallis                                                   | 1777 Piaristenschule 1814 Jesuitenkollegium 1848 Weltgeistliches Kollegium | Gym.: 1133 HSK: 73     | Weltgeistliches Kollegium    |
| Le Rosey                                 |      | Rolle (Hauptsitz) Gstaad (Dependance)                    | 1880                                                                       | 420                    |                              |
| Lyceum Alpinum Zuoz                      |      | Zuoz im Oberengadin                                      | 1904                                                                       |                        |                              |
| Schweizerische Alpine Mittelschule Davos |      | Davos, Graubünden                                        | 1878                                                                       | 200                    |                              |